# Ñorquincó
Ñorquincó est une petite ville d'Argentine, chef-lieu du département de Ñorquincó, en province de Río Negro.

## Toponymie
Vocables mapuche : ñorquin signifie céleri sauvage, Ko veut dire étendue d'eau. Au total étang du céleri sauvage.

## Population
La localité comptait 444 habitants en 2001, ce qui représentait une baisse de 12,7 % par rapport aux 509 de 1991.